# Municipio de Bull Butte
El municipio de Bull Butte (en inglés: Bull Butte Township) es un municipio ubicado en el condado de Williams en el estado estadounidense de Dakota del Norte. En el año 2010 tenía una población de 13 habitantes y una densidad poblacional de 0,1 personas por km².

## Geografía
El municipio de Bull Butte se encuentra ubicado en las coordenadas 48°20′8″N 103°57′39″O / 48.33556, -103.96083. Según la Oficina del Censo de los Estados Unidos, el municipio tiene una superficie total de 133.19 km², de la cual 132,93 km² corresponden a tierra firme y (0,2 %) 0,26 km² es agua.

## Demografía
Según el censo de 2010, había 13 personas residiendo en el municipio de Bull Butte. La densidad de población era de 0,1 hab./km². De los 13 habitantes, el municipio de Bull Butte estaba compuesto por el 100 % blancos. Del total de la población el 0 % eran hispanos o latinos de cualquier raza.